# Mùa bão Tây Bắc Thái Bình Dương 2008
Mùa bão Tây Bắc Thái Bình Dương 2008 là một sự kiện mà theo đó các xoáy thuận nhiệt đới hình thành ở vùng phía tây bắc của Thái Bình Dương. Mùa bão sẽ kéo dài trong suốt năm 2008 với phần lớn các cơn bão hình thành từ tháng 5 đến tháng 11. Bài viết này chỉ đề cập đến các cơn bão hình thành trong phạm vi của Thái Bình Dương ở Bắc Bán Cầu và từ kinh tuyến 100 đến 180 độ. Trong khu vực tây bắc Thái Bình Dương, có 2 cơ quan khí tượng hoạt động độc lập nhau, nên một cơn bão có thể có 2 tên gọi khác nhau. JMA sẽ đặt tên cho một cơn bão khi sức gió duy trì trong vòng 10 phút đạt ít nhất 65 km/h, (40 mph) bất kỳ nơi đây trong vùng đã đề cập trên. Trong Khi đó, PAGASA sẽ đặt tên cho một cơn bão khi nó hình thành từ một áp thấp nhiệt đới trong phạm vi giám sát của họ giữa 135°Đ và 115°Đ và giữa 5°B-25°B thậm chí JMA đã đặt tên cho nó. Các áp thấp nhiệt đới được JTWC theo dõi và đặt tên có ký tự "W" phía trước một con số.

## Các cơn bão

### Áp thấp nhiệt đới 01W
Cấp bão (Việt Nam): cấp 7 - áp thấp nhiêt đới.
Cấp bão (Nhật Bản): 30 hải lý / 1 giờ - áp thấp nhiêt đới. Áp suất:1004 mbar (hPa).
Cấp bão (Hoa Kỳ): 40 hải lý / 1 giờ - bão nhiệt đới.

### Áp thấp nhiệt đới
Cấp bão (Việt Nam): cấp 6 - áp thấp nhiêt đới.
Cấp bão (Nhật Bản): 30 hải lý / 1 giờ - áp thấp nhiêt đới. Áp suất:1006 mbar (hPa).
Cấp bão (Hoa Kỳ): vùng đối lưu nhiệt đới mức thấp.

### Bão Neoguri (Ambo) (Bão số 1)
Cấp bão (Việt Nam): cấp 13 ~ cấp 14 - bão cuồng phong.
Cấp bão (Nhật Bản): 80 hải lý / 1 giờ - bão cuồng phong. Áp suất:960 mbar (hPa).
Cấp bão (Hoa Kỳ): 100 hải lý / 1 giờ - bão cuồng phong cấp 3.

### Bão Rammasun (Butchoy)
Cấp bão (Việt Nam): cấp 15 ~ cấp 16 - bão cuồng phong.
Cấp bão (Nhật Bản): 105 hải lý / 1 giờ - bão cuồng phong. Áp suất:915 mbar (hPa).
Cấp bão (Hoa Kỳ): 135 hải lý / 1 giờ - siêu bão cấp 4.

### Bão Matmo (Dindo)
Cấp bão (Việt Nam): cấp 10 - bão nhiệt đới dữ dội.
Cấp bão (Nhật Bản): 50 hải lý / 1 giờ - bão nhiệt đới dữ dội. Áp suất:992 mbar (hPa).
Cấp bão (Hoa Kỳ): 40 hải lý / 1 giờ - bão nhiệt đới.

### Bão Halong (Cosme) (Bão số 2)
Cấp bão (Việt Nam): cấp 13 - bão cuồng phong.
Cấp bão (Nhật Bản): 65 hải lý / 1 giờ - bão cuồng phong. Áp suất:970 mbar (hPa).
Cấp bão (Hoa Kỳ): 75 hải lý / 1 giờ - bão cuồng phong cấp 1.

### Bão Nakri (Enteng)
Cấp bão (Việt Nam): cấp 15 - bão cuồng phong.
Cấp bão (Nhật Bản): 100 hải lý / 1 giờ - bão cuồng phong. Áp suất:930 mbar (hPa).
Cấp bão (Hoa Kỳ): 125 hải lý / 1 giờ - bão cuồng phong cấp 4.

### Bão Fengshen (Frank) (Bão số 3)
Cấp bão (Việt Nam): cấp 14 - bão cuồng phong.
Cấp bão (Nhật Bản): 90 hải lý / 1 giờ - bão cuồng phong. Áp suất:945 mbar (hPa).
Cấp bão (Hoa Kỳ): 110 hải lý / 1 giờ - bão cuồng phong cấp 3.

### Áp thấp nhiệt đới Gener
Cấp bão (Việt Nam): cấp 6 ~ cấp 7 - áp thấp nhiệt đới.
Cấp bão (Nhật Bản): 30 hải lý / 1 giờ - áp thấp nhiệt đới. Áp suất:1000 mbar (hPa).
Cấp bão (Hoa Kỳ): >20 hải lý / 1 giờ - vùng đối lưu nhiệt đới mức cao (lốc xoáy nhiệt đới đang hình thành).

### Bão Kalmaegi (Helen)
Cấp bão (Việt Nam): cấp 12 ~ cấp 13 - bão cuồng phong.
Cấp bão (Nhật Bản): 65 hải lý / 1 giờ - bão cuồng phong. Áp suất:970 mbar (hPa).
Cấp bão (Hoa Kỳ): 90 hải lý / 1 giờ - bão cuồng phong cấp 2.

### Bão Fung-wong (Igme)
Cấp bão (Việt Nam): cấp 13 ~ cấp 14 - bão cuồng phong.
Cấp bão (Nhật Bản): 85 hải lý / 1 giờ - bão cuồng phong. Áp suất:960 mbar (hPa).
Cấp bão (Hoa Kỳ): 95 hải lý / 1 giờ - bão cuồng phong cấp 2.

### Bão Kammuri (Julian) (Bão số 4)
Cấp bão (Việt Nam): cấp 10 - bão nhiệt đới dữ dội.
Cấp bão (Nhật Bản): 50 hải lý / 1 giờ - bão nhiệt đới dữ dội. Áp suất:975 mbar (hPa).
Cấp bão (Hoa Kỳ): 50 hải lý / 1 giờ - bão nhiệt đới.

### Bão Phanfone
Cấp bão (Việt Nam): cấp 10 - bão nhiệt đới dữ dội.
Cấp bão (Nhật Bản): 50 hải lý / 1 giờ - bão nhiệt đới dữ dội. Áp suất:996 mbar (hPa).
Cấp bão (Hoa Kỳ): không cảnh báo (lốc xoáy cận - ngoại nhiệt đới).

### Áp thấp nhiệt đới 11W
Cấp bão (Việt Nam): cấp 7 - áp thấp nhiêt đới.
Cấp bão (Nhật Bản): 30 hải lý / 1 giờ - áp thấp nhiêt đới. Áp suất:998 mbar (hPa).
Cấp bão (Hoa Kỳ): 35 hải lý / 1 giờ - bão nhiệt đới.

### Bão Vongfong
Cấp bão (Việt Nam): cấp 10 - bão nhiêt đới dữ dội.
Cấp bão (Nhật Bản): 55 hải lý / 1 giờ - bão nhiêt đới dữ dội. Áp suất:990 mbar (hPa).
Cấp bão (Hoa Kỳ): 50 hải lý / 1 giờ - bão nhiệt đới.

### Áp thấp nhiệt đới Kika
Cấp bão (Việt Nam): không cảnh báo.
Cấp bão (Nhật Bản): không cảnh báo.
Cấp bão (Hoa Kỳ): 20 hải lý / 1 giờ - áp thấp nhiệt đới. Áp suất:1010 mbar (hPa).

### Bão Nuri (Karen) (Bão số 5)
Cấp bão (Việt Nam): cấp 13 ~ cấp 14 - bão cuồng phong.
Cấp bão (Nhật Bản): 75 hải lý / 1 giờ - bão cuồng phong. Áp suất:955 mbar (hPa).
Cấp bão (Hoa Kỳ): 100 hải lý / 1 giờ - bão cuồng phong cấp 3.

### Áp thấp nhiệt đới 14W (Lawin)
Cấp bão (Việt Nam): cấp 7 - áp thấp nhiêt đới.
Cấp bão (Nhật Bản): 30 hải lý / 1 giờ - áp thấp nhiêt đới. Áp suất:1002 mbar (hPa).
Cấp bão (Hoa Kỳ): 35 hải lý / 1 giờ - bão nhiệt đới.

### Bão Sinlaku (Marce)
Cấp bão (Việt Nam): cấp 15 - bão cuồng phong.
Cấp bão (Nhật Bản): 100 hải lý / 1 giờ - bão cuồng phong. Áp suất:935 mbar (hPa).
Cấp bão (Hoa Kỳ): 125 hải lý / 1 giờ - bão cuồng phong cấp 4.

### Áp thấp nhiệt đới 16W
Cấp bão (Việt Nam): cấp 7 - áp thấp nhiêt đới.
Cấp bão (Nhật Bản): 30 hải lý / 1 giờ - áp thấp nhiêt đới. Áp suất:1002 mbar (hPa).
Cấp bão (Hoa Kỳ): 35 hải lý / 1 giờ - bão nhiệt đới.

### Áp thấp nhiệt đới 17W
Cấp bão (Việt Nam): cấp 6 ~ cấp 7 - áp thấp nhiêt đới.
Cấp bão (Nhật Bản): 25 hải lý / 1 giờ - áp thấp nhiêt đới. Áp suất:1010 mbar (hPa).
Cấp bão (Hoa Kỳ): 35 hải lý / 1 giờ - bão nhiệt đới.

### bão Hagupit (Nina) (Bão số 6)
Cấp bão (Việt Nam): cấp 14 ~ cấp 15 - bão cuồng phong.
Cấp bão (Nhật Bản): 90 hải lý / 1 giờ - bão cuồng phong. Áp suất:935 mbar (hPa).
Cấp bão (Hoa Kỳ): 125 hải lý / 1 giờ - bão cuồng phong cấp 4.

### Bão Jangmi (Ofel)
Cấp bão (Việt Nam): cấp 17 - bão cuồng phong.
Cấp bão (Nhật Bản): 115 hải lý / 1 giờ - bão cuồng phong. Áp suất:905 mbar (hPa).
Cấp bão (Hoa Kỳ): 140 hải lý / 1 giờ - siêu bão cấp 5.

### Bão Mekkhala (Bão số 7)
Cấp bão (Việt Nam): cấp 9 - bão nhiệt đới.
Cấp bão (Nhật Bản): 45 hải lý / 1 giờ - bão nhiệt đới. Áp suất:990 mbar (hPa).
Cấp bão (Hoa Kỳ): 55 hải lý / 1 giờ - bão nhiệt đới.

### Bão Higos (Pablo) (Bão số 8)
Cấp bão (Việt Nam): cấp 8 ~ cấp 9 - bão nhiệt đới.
Cấp bão (Nhật Bản): 40 hải lý / 1 giờ - bão nhiệt đới. Áp suất:998 mbar (hPa).
Cấp bão (Hoa Kỳ): 40 hải lý / 1 giờ - bão nhiệt đới.

### Áp thấp nhiệt đới 22W
Cấp bão (Việt Nam): cấp 7 - áp thấp nhiêt đới.
Cấp bão (Nhật Bản): 30 hải lý / 1 giờ - áp thấp nhiêt đới. Áp suất:1006 mbar (hPa).
Cấp bão (Hoa Kỳ): 35 hải lý / 1 giờ - bão nhiệt đới.

### Bão Bavi
Cấp bão (Việt Nam): cấp 9 - bão nhiêt đới.
Cấp bão (Nhật Bản): 45 hải lý / 1 giờ - bão nhiêt đới. Áp suất:992 mbar (hPa).
Cấp bão (Hoa Kỳ): 45 hải lý / 1 giờ - bão nhiệt đới.

### Bão Maysak (Quinta-Siony) (Bão số 9)
Cấp bão (Việt Nam): cấp 10 ~ cấp 11 - bão nhiêt đới dữ dội
Cấp bão (Nhật Bản): 55 hải lý / 1 giờ - bão nhiêt đới dữ dội. Áp suất:985 mbar (hPa).
Cấp bão (Hoa Kỳ): 50 hải lý / 1 giờ - bão nhiệt đới.
- Maysak 2008 là một cơn bão đặc biệt, nó có đến 3 tên gọi (1 chính thức và 2 địa phương).

### Áp thấp nhiệt đới Rolly
Cấp bão (Việt Nam): không cảnh báo.
Cấp bão (Nhật Bản): không cảnh báo.
Cấp bão (Hoa Kỳ): không cảnh báo.
cấp bão (Philippine): 30 hải lý / 1 giờ - áp thấp nhiệt đới. Áp suất:1006 mbar (hPa).

### Bão Haishen
Cấp bão (Việt Nam): cấp 8 ~ cấp 9 - bão nhiêt đới.
Cấp bão (Nhật Bản): 40 hải lý / 1 giờ - bão nhiêt đới. Áp suất:1004 mbar (hPa).
Cấp bão (Hoa Kỳ): 40 hải lý / 1 giờ - bão nhiệt đới.

### Bão Noul (Tonyo) (Bão số 10)
Cấp bão (Việt Nam): cấp 8 ~ cấp 9 - bão nhiêt đới.
Cấp bão (Nhật Bản): 40 hải lý / 1 giờ - bão nhiêt đới. Áp suất:994 mbar (hPa).
Cấp bão (Hoa Kỳ): 40 hải lý / 1 giờ - bão nhiệt đới.

### Áp thấp nhiệt đới
Cấp bão (Việt Nam): cấp 6 - áp thấp nhiêt đới.
Cấp bão (Nhật Bản): 25 hải lý / 1 giờ - áp thấp nhiệt đới. Áp suất:1006 mbar (hPa).
Cấp bão (Hoa Kỳ): vùng đối lưu mức thấp.

### Bão Dolphin (Ulysses)
Cấp bão (Việt Nam): cấp 13 - bão cuồng phong.
Cấp bão (Nhật Bản): 65 hải lý / 1 giờ - bão cuồng phong. Áp suất:970 mbar (hPa).
Cấp bão (Hoa Kỳ): 85 hải lý / 1 giờ - bão cuồng phong cấp 2.

## Tên gọi của bão

### Tên quốc tế
Các xoáy thuận nhiệt đới được đặt tên theo danh sách bên dưới do Trung tâm khí tượng khu vực chuyên biệt ở Tokyo, Nhật Bản, khi một xoáy thuận đạt đến độ mạnh của bão. Các tên gọi do các thành viên của ESCAP/WMO Typhoon Committee đề xuất. Mỗi nước trong số 14 nước và vùng lãnh thổ thành viên đưa ra 10 tên gọi, được sử dụng theo thứ tự ABC, bằng tên tiếng Anh của quốc gia đó. Sau đây là các tên gọi đã đặt cho các cơn bão năm 2008.
| - Neoguri (0801) - Rammasun (0802) - Matmo (0803) - Halong (0804) | - Nakri (0805) - Fengshen (0806) - Kalmaegi (0807) - Fung-wong (0808) | - Kammuri (0809) - Phanfone (0810) - Vongfong (0811) - Nuri (0812) | - Sinlaku (0813) - Hagupit (0814) - Jangmi (0815) - Mekkhala (0816) | - Higos (0817) - Bavi (0818) - Maysak (0819) - Haishen (0820) | - Noul (0821) - Dolphin (0822) |

### Số hiệu cơn bão tại Việt Nam
Ở Việt Nam một cơn bão được đặt số hiệu khi nó đi vào vùng thuộc phạm vi theo dõi của Trung tâm Dự báo Khí tượng Thủy văn Trung ương Quốc gia được xác định trên biển Đông phía Tây kinh tuyến 120 độ kinh Đông và phía bắc vĩ tuyến 10 độ vĩ Bắc. Số hiệu của bão được đặt theo số thứ tự xuất hiện của nó trong năm ví dụ: Bão số 1, bão số 2,...
Dưới đây là các cơn bão đã được Trung tâm Dự báo Khí tượng Thủy văn Trung ương Quốc gia Việt Nam đặt số hiệu trong năm 2008: (kèm vùng đổ bộ).
| - Bão số 1 (Neoguri) (đổ bộ vào Nam Trung Quốc) - Bão số 2 (Halong) (ra khỏi biển Đông) - Bão số 3 (Fengshen) (đổ bộ vào Nam Trung Quốc) - Bão số 4 (Kammuri) (đổ bộ Quảng Ninh) - Bão số 5 (Nuri) (đổ bộ Nam Trung Quốc) - Bão số 6 (Hagupit) (đổ bộ Nam Trung Quốc, đi vào tỉnh Cao Bằng) - Bão số 7 (Mekkhala) (đổ bộ Quảng Bình) - Bão số 8 (Higos) (đổ bộ Nam Trung Quốc) - Bão số 9 (Maysak) (tan ở giữa biển Đông) - Bão số 10 (Noul) (đổ bộ phía Nam tỉnh Khánh Hòa) |

### Tên địa phương của Philippines

Khi một xoáy thuận nhiệt đới đi vào khu vực PAGASA theo dõi sẽ được đặt tên bằng danh sách tên bão riêng của họ

Cơ quan Pagasa sử dụng chương trình đặt tên riêng của mình cho cơn bão nhiệt đới trong khu vực theo dõi của họ. Pagasa đặt tên cho áp thấp nhiệt đới đã hình thành trong khu vực theo dõi của mình và bất kỳ cơn bão nhiệt đới có thể di chuyển vào khu vực theo dõi của họ. Nên danh sách các tên trong năm đó bị sử dụng hết, tên sẽ được lấy từ một danh sách phụ trợ, các bão đầu tiên được xuất bản mỗi năm trước khi mùa bão bắt đầu. Tên còn lập lại (chưa bị khai tử) từ danh sách này sẽ được sử dụng một lần nữa trong mùa bão năm 2012. Đây là danh sách tương tự được sử dụng trong mùa giải 2004, ngoại trừ Ulysses, Vicky và Warren, thay thế Unding, Violeta và Winnie tương ứng. Tên mà không được giao được đánh dấu màu xám. Đây là danh sách tương tự được sử dụng trong mùa bão 2008.

| - Ambo (0801) - Butchoy (0802) - Cosme (0803) - Dindo (0804) - Enteng (0805) | - Frank (0806) - Gener - Helen (0807) - Igme (0808) - Julian (0809) | - Karen (0812) - Lawin (14W) - Marce (0813) - Nina (0814) - Ofel (0815) | - Pablo (0817) - Quinta (0819) - Rolly - Siony (0819) - Tonyo (0821) | - Ulysses (0822) - Vicky (chưa sử dụng) - Warren (chưa sử dụng) - Yoyong (chưa sử dụng) - Zosimo (chưa sử dụng) |

Auxiliary list

| - Alakdan (chưa sử dụng) - Baldo (chưa sử dụng) | - Clara (chưa sử dụng) - Dencio (chưa sử dụng) | - Estong (chưa sử dụng) - Felipe (chưa sử dụng) | - Gardo (chưa sử dụng) - Heling (chưa sử dụng) | - Ismael (chưa sử dụng) - Julio (chưa sử dụng) |

1. ↑  Gary Padgett. "Monthly Tropical Cyclone summary December 1999". Australian Severe Weather. Bản gốc lưu trữ ngày 17 tháng 5 năm 2008. Truy cập ngày 20 tháng 4 năm 2009.
2. ↑  "Tropical Cyclone names". JMA. Bản gốc lưu trữ ngày 2 tháng 4 năm 2008. Truy cập ngày 20 tháng 4 năm 2009.
3. ↑  Staff Writer (ngày 22 tháng 9 năm 2010). "Philippine Tropical cyclone names". Philippine Atmospheric, Geophysical and Astronomical Services.   Administration. Bản gốc lưu trữ ngày 23 tháng 9 năm 2010. Truy cập ngày 17 tháng 6 năm 2012.